# Ołeksandra Kononowa
Ołeksandra Mykołajiwna Kononowa, ukr. Олександра Миколаївна Кононова (ur. 27 lutego 1991 w Szewczenkowie (Rejon browarski)) – ukraińska niepełnosprawna biegaczka narciarska i biathlonistka. Trzykrotna mistrzyni paraolimpijska z Vancouver i jednokrotna mistrzyni z Soczi.

## Medale igrzysk paraolimpijskich

### 2010
- Biathlon – 12,5 km – osoby stojące
- Biegi narciarskie – 5 km st. klasycznym – osoby stojące
- Biegi narciarskie – sprint 1 km st. klasycznym – osoby stojące
- Biegi narciarskie – 3x2,5 kilometra

### 2014
- Biathlon – 12,5 km – osoby stojące
- Biathlon – 10 km – osoby stojące
- Biegi narciarskie – 5 km st. klasycznym – osoby stojące